# 民音コンサートエクスプレス
『民音コンサートエクスプレス』（みんおんコンサートエクスプレス）は、KBCラジオ（九州朝日放送）で放送されている音楽番組である。2013年度からは『min-onコンサートエクスプレス』と題して放送されている。

## 概要
女性パーソナリティが音楽関連のトークと楽曲の紹介をするコーナー、人類発祥の地とされるアフリカの音楽を紹介するコーナー、そして民主音楽協会主催のコンサート情報を紹介するコーナーなどで構成。
2015年9月27日までは毎週日曜 9:30 - 9:45 に放送されていた。この時間帯に『スマイルサンデー』が放送されていた当時は、同番組の1コーナーとして放送されていた。
2015年10月3日からは、土曜の放送かつ『栗田善成の土曜娯楽版』内での放送となる。当初は土曜 8:35 - 8:54 に放送されていたが、後に土曜 10:30 - 10:45 の放送となる。

## パーソナリティ
- 猪崎新奈（2012年度）[2]
- 木原友香（2013年度）[1]